# Leopoldo Salvatore d'Asburgo-Lorena
Arciduca Leopoldo Salvatore d'Asburgo-Toscana (tedesco: Leopold Salvator Maria Joseph Ferdinand Franz von Assisi Karl Anton von Padua Johann Baptist Januarius Aloys Gonzaga Rainer Wenzel Gallus von Österreich-Toskana) (Stará Boleslav, 15 ottobre 1863 – Vienna, 4 settembre 1931) era un membro del Casato d'Asburgo-Lorena.

## Biografia
Era il figlio dell'arciduca Carlo Salvatore d'Austria, e di sua moglie, Principessa Maria Immacolata di Borbone-Due Sicilie. I suoi nonni paterni erano Leopoldo II di Toscana e Maria Antonietta di Borbone-Due Sicilie mentre i suoi nonni materni erano Ferdinando II delle Due Sicilie e Maria Teresa d'Asburgo-Teschen.

### Carriera militare
Leopoldo Salvatore entrò, nel 1878, come tenente nel 77º reggimento di fanteria imperiale (1881-1883) e ricevette la sua formazione militare presso l'Accademia Militare di Vienna. Nell'ottobre 1892 fu promosso a colonnello, comandò il 24º battaglione del reggimento di fanteria a Leopoli, nel settembre 1894 comandò il 13º reggimento d'artiglieria a Zagabria, nel marzo 1896 fu nominato comandante del 13º reggimento d'artiglieria a Zagabria. Nel 1896 fu promosso al grado di generale.
Nel 1898 comandò il 72º reggimento di brigata di fanteria. Il 27 ottobre 1906 è stato nominato feldmaresciallo e il 20 aprile 1907 fu nominato Ispettore Generale di Artiglieria.

### Morte
Nel 1919, dopo la caduta dell'impero e la nascita della repubblica austriaca, i membri della famiglia imperiale vennero espulsi e le loro proprietà confiscate. Leopoldo Salvatore, con la sua famiglia, prima si trasferì in Italia, dai parenti della moglie, e in seguito a Barcellona.
Nel 1930 poté ritornare in Austria, ma fu costretto a stare lontano dalla politica.
Morì il 4 settembre 1931, all'età di 67 anni, a Vienna.

## Matrimonio e figli

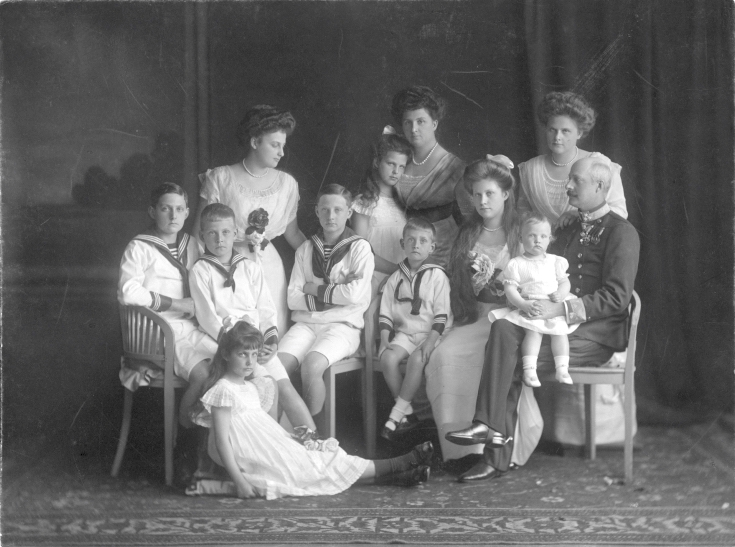
Con la sua famiglia.

Sposò, il 24 ottobre 1889, l'Infanta Bianca di Spagna (1868-1949), figlia maggiore di Carlos, duca di Madrid; ebbero dieci figli:
- Dolores d'Asburgo-Lorena (5 maggio 1891–10 aprile 1974), senza figli;
- Immacolata d'Asburgo-Lorena (9 settembre 1892–3 settembre 1971), sposò Igino Neri Serneri, senza figli;
- Margherita d'Asburgo-Lorena (8 maggio 1894–21 gennaio 1986), sposò Francesco Maria Taliani, senza figli;
- Ranieri d'Asburgo-Lorena (21 novembre 1895–25 maggio 1930), senza figli;
- Leopoldo d'Asburgo-Lorena (30 gennaio 1897–14 marzo 1958), sposò in prime nozze la baronessa Dagmar Nicolić-Podrinska e in seconde nozze Alicia Gibson Coburnnel, ebbe figli;
- Maria Antonia d'Asburgo-Lorena (13 luglio 1899–22 ottobre 1977), sposò in prime nozze Ramón de Orlandis y Villalonga e in seconde nozze Luis Pérez Sucre, ebbe figlil;
- Antonio d'Asburgo-Lorena (20 marzo 1901–22 ottobre 1987), sposò la principessa Ileana di Romania, ebbe figli;
- Assunta d'Asburgo-Lorena (10 agosto 1902–24 gennaio 1993), sposò Joseph Hopfinger, ebbe figli;
- Francesco Giuseppe d'Asburgo-Lorena (4 febbraio 1905–9 maggio 1975), sposò in prime nozze Maria Aloisa Baumerrel e in seconde nozze Maria Elena Seuniggal, ebbe figli;
- Carlo Pio d'Asburgo-Lorena (4 dicembre 1909–24 dicembre 1953), sposò la contessa Cristina Satzger, ebbe figli.

Il loro era un classico matrimonio combinato tra le monarchie reali e imperiali del XIX secolo.

## Ascendenza
|                                         |                               |                                      | Genitori                              |  |  | Nonni |  |  | Bisnonni                  |  |  | Trisnonni                    |  |
|                                         |                               |                                      |                                       |  |  |       |  |  | Ferdinando III di Toscana |  |  | Leopoldo II d'Asburgo-Lorena |  |
|                                         |                               |                                      |                                       |  |  |       |  |  | Ferdinando III di Toscana |  |  | Leopoldo II d'Asburgo-Lorena |  |
|                                         |                               | Maria Luisa di Borbone-Spagna        |                                       |  |  |       |  |  | Ferdinando III di Toscana |  |  |                              |  |
| Leopoldo II di Toscana                  |                               |                                      |                                       |  |  |       |  |  | Ferdinando III di Toscana |  |  |                              |  |
|                                         |                               | Luisa Maria Amalia di Borbone-Napoli | Ferdinando I delle Due Sicilie        |  |  |       |  |  |                           |  |  |                              |  |
|                                         |                               | Luisa Maria Amalia di Borbone-Napoli | Ferdinando I delle Due Sicilie        |  |  |       |  |  |                           |  |  |                              |  |
|                                         |                               | Luisa Maria Amalia di Borbone-Napoli | Maria Carolina d'Asburgo-Lorena       |  |  |       |  |  |                           |  |  |                              |  |
| Carlo Salvatore d'Asburgo-Toscana       |                               | Luisa Maria Amalia di Borbone-Napoli |                                       |  |  |       |  |  |                           |  |  |                              |  |
|                                         |                               | Francesco I delle Due Sicilie        | Ferdinando I delle Due Sicilie        |  |  |       |  |  |                           |  |  |                              |  |
|                                         |                               | Francesco I delle Due Sicilie        | Ferdinando I delle Due Sicilie        |  |  |       |  |  |                           |  |  |                              |  |
|                                         |                               | Francesco I delle Due Sicilie        | Maria Carolina d'Asburgo-Lorena       |  |  |       |  |  |                           |  |  |                              |  |
| Maria Antonietta di Borbone-Due Sicilie |                               | Francesco I delle Due Sicilie        |                                       |  |  |       |  |  |                           |  |  |                              |  |
|                                         |                               | Isabella di Borbone-Spagna           | Carlo IV di Spagna                    |  |  |       |  |  |                           |  |  |                              |  |
|                                         |                               | Isabella di Borbone-Spagna           | Carlo IV di Spagna                    |  |  |       |  |  |                           |  |  |                              |  |
|                                         |                               | Isabella di Borbone-Spagna           | Maria Luisa di Borbone-Parma          |  |  |       |  |  |                           |  |  |                              |  |
| Leopoldo Salvatore d'Asburgo-Toscana    |                               | Isabella di Borbone-Spagna           |                                       |  |  |       |  |  |                           |  |  |                              |  |
|                                         | Francesco I delle Due Sicilie | Ferdinando I delle Due Sicilie       |                                       |  |  |       |  |  |                           |  |  |                              |  |
|                                         | Francesco I delle Due Sicilie | Ferdinando I delle Due Sicilie       |                                       |  |  |       |  |  |                           |  |  |                              |  |
|                                         | Francesco I delle Due Sicilie | Maria Carolina d'Asburgo-Lorena      |                                       |  |  |       |  |  |                           |  |  |                              |  |
| Ferdinando II delle Due Sicilie         | Francesco I delle Due Sicilie |                                      |                                       |  |  |       |  |  |                           |  |  |                              |  |
|                                         |                               | Isabella di Borbone-Spagna           | Carlo IV di Spagna                    |  |  |       |  |  |                           |  |  |                              |  |
|                                         |                               | Isabella di Borbone-Spagna           | Carlo IV di Spagna                    |  |  |       |  |  |                           |  |  |                              |  |
|                                         |                               | Isabella di Borbone-Spagna           | Maria Luisa di Borbone-Parma          |  |  |       |  |  |                           |  |  |                              |  |
| Maria Immacolata di Borbone-Due Sicilie |                               | Isabella di Borbone-Spagna           |                                       |  |  |       |  |  |                           |  |  |                              |  |
|                                         |                               | Carlo d'Asburgo-Teschen              | Leopoldo II d'Asburgo-Lorena          |  |  |       |  |  |                           |  |  |                              |  |
|                                         |                               | Carlo d'Asburgo-Teschen              | Leopoldo II d'Asburgo-Lorena          |  |  |       |  |  |                           |  |  |                              |  |
|                                         |                               | Carlo d'Asburgo-Teschen              | Maria Luisa di Borbone-Spagna         |  |  |       |  |  |                           |  |  |                              |  |
| Maria Teresa d'Asburgo-Teschen          |                               | Carlo d'Asburgo-Teschen              |                                       |  |  |       |  |  |                           |  |  |                              |  |
|                                         |                               | Enrichetta di Nassau-Weilburg        | Federico Guglielmo di Nassau-Weilburg |  |  |       |  |  |                           |  |  |                              |  |
|                                         |                               | Enrichetta di Nassau-Weilburg        | Federico Guglielmo di Nassau-Weilburg |  |  |       |  |  |                           |  |  |                              |  |
|                                         |                               | Enrichetta di Nassau-Weilburg        | Luisa Isabella di Kirchberg           |  |  |       |  |  |                           |  |  |                              |  |
|                                         |                               | Enrichetta di Nassau-Weilburg        |                                       |  |  |       |  |  |                           |  |  |                              |  |